# Midnattssolvägen
Midnattssolsvägen är en turistväg i södra Norrbotten och mellersta Lappland mellan Piteå och Jokkmokk längs Länsväg 374 och E45.
Ett försök gjordes på 1970-talet att marknadsföra denna väg som den bästa vägen till midnattssolen för turister som färdas norrut utefter väg E4.